# Чед (приток Локчима)
Чед (устар. Чедь-Ю) — река в России, протекает по Республике Коми. Устье реки находится в 125 км по левому берегу реки Локчим. Длина реки составляет 76 км.

## Притоки
- Езовье-Ягсейшор (лв)
- 11 км: Чед (пр)
- Ыджыдшор (лв)
- 28 км: Кыръёль (лв)
- Лебен (пр)
- Ананьев-Шор (лв)
- 36 км: Пальник (пр)
- Копан (лв)
- Тыл (лв)
- Макар-Баняшор (лв)
- 56 км: Маной (лв)
- 61 км: река без названия (лв)

## Данные водного реестра
По данным государственного водного реестра России относится к Двинско-Печорскому бассейновому округу, водохозяйственный участок реки — Вычегда от истока до города Сыктывкар, речной подбассейн реки — Вычегда. Речной бассейн реки — Северная Двина.
Код объекта в государственном водном реестре — 03020200112103000017924.